# Cathédrale de la Nativité de Riga
Cette  cathédrale ne doit pas être confondue avec une autre cathédrale de Riga.
 D’autres cathédrales portent le nom de cathédrale de la Nativité.
La cathédrale de la Nativité (en letton : Rīgas Kristus Piedzimšanas pareizticīgo katedrāle) à Riga en Lettonie est la cathédrale orthodoxe du diocèse (ou éparchie). Elle est vouée à la Nativité du Seigneur. Elle se trouve au bord du parc de l'Esplanade.

## Histoire
La cathédrale a été érigée selon les plans de Nikolaï Tchaguine dans le style néo-byzantin entre 1876 et 1883, alors que la Lettonie faisait partie de l'Empire russe. Il s'agit de la seconde plus grande cathédrale orthodoxe dans les pays baltes (la plus grande se trouve a Karosta, Liepaja, en Lettonie) construite avec la bénédiction du tsar Alexandre II à l'initiative du gouverneur-général local le prince Bagration (en) et de l'évêque Benjamin Kareline. La cathédrale de la Nativité du Christ est renommée pour son iconographie dont une part a été réalisée par Vassili Verechtchaguine.
Au cours de la Première Guerre mondiale, les troupes allemandes occupèrent Riga et transformèrent cette cathédrale orthodoxe en église luthérienne. Pendant la période d'Indépendance de la Lettonie de l'entre-deux-guerres, la  cathédrale de la Nativité du Christ redevint une cathédrale orthodoxe en 1921, alors que le gouvernement en place essayait de forcer l'utilisation de letton en tant que langue liturgique.
Les autorités municipales de la république socialiste soviétique de Lettonie fermèrent la cathédrale en 1961, après une campagne active de fermetures et de démolitions d'églises pendant la période Khrouchtchev en URSS. Elles convertirent le bâtiment en planétarium, et le siège de cathédrale fut tenu par l'église de la Trinité. L'archevêque Jānis Pommers, un Letton d'origine, joua un rôle central dans la défense de la cathédrale de la Nativité.
La cathédrale a été rendue au culte orthodoxe depuis que la Lettonie a regagné son indépendance vis-à-vis de l'Union soviétique, disparue en 1991.

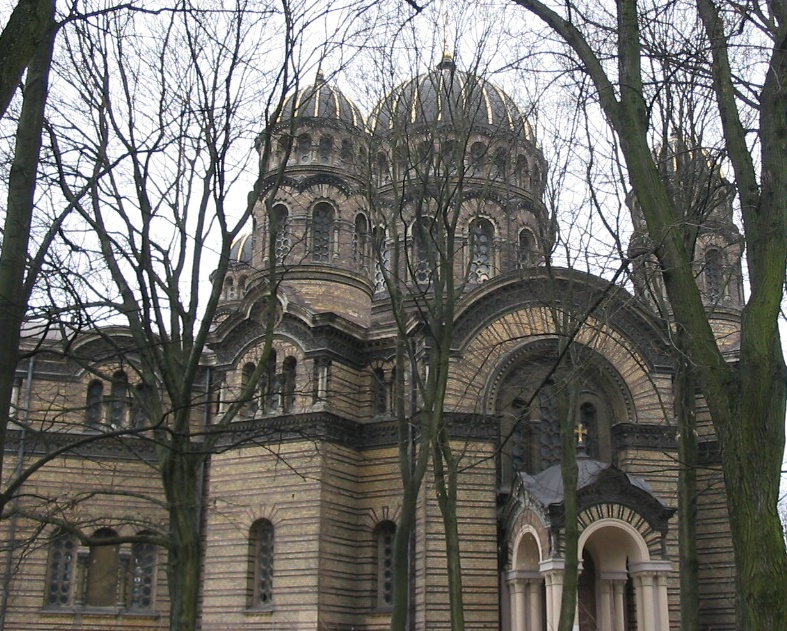
Cathédrale de la Nativité en 2006
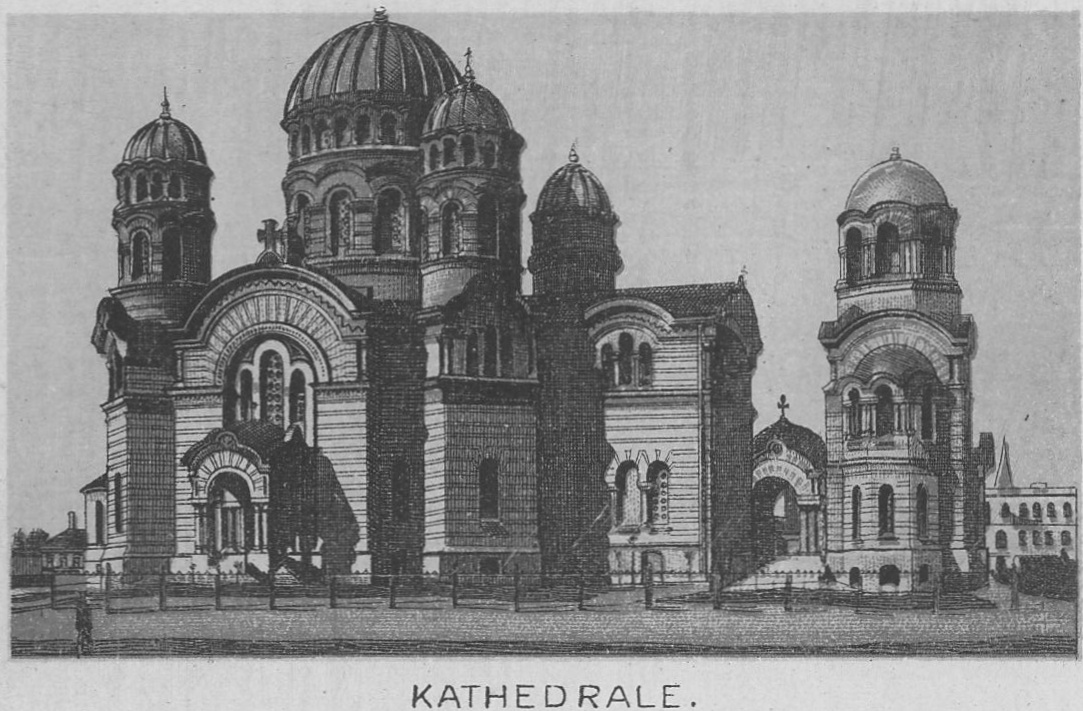
La cathédrale en 1900
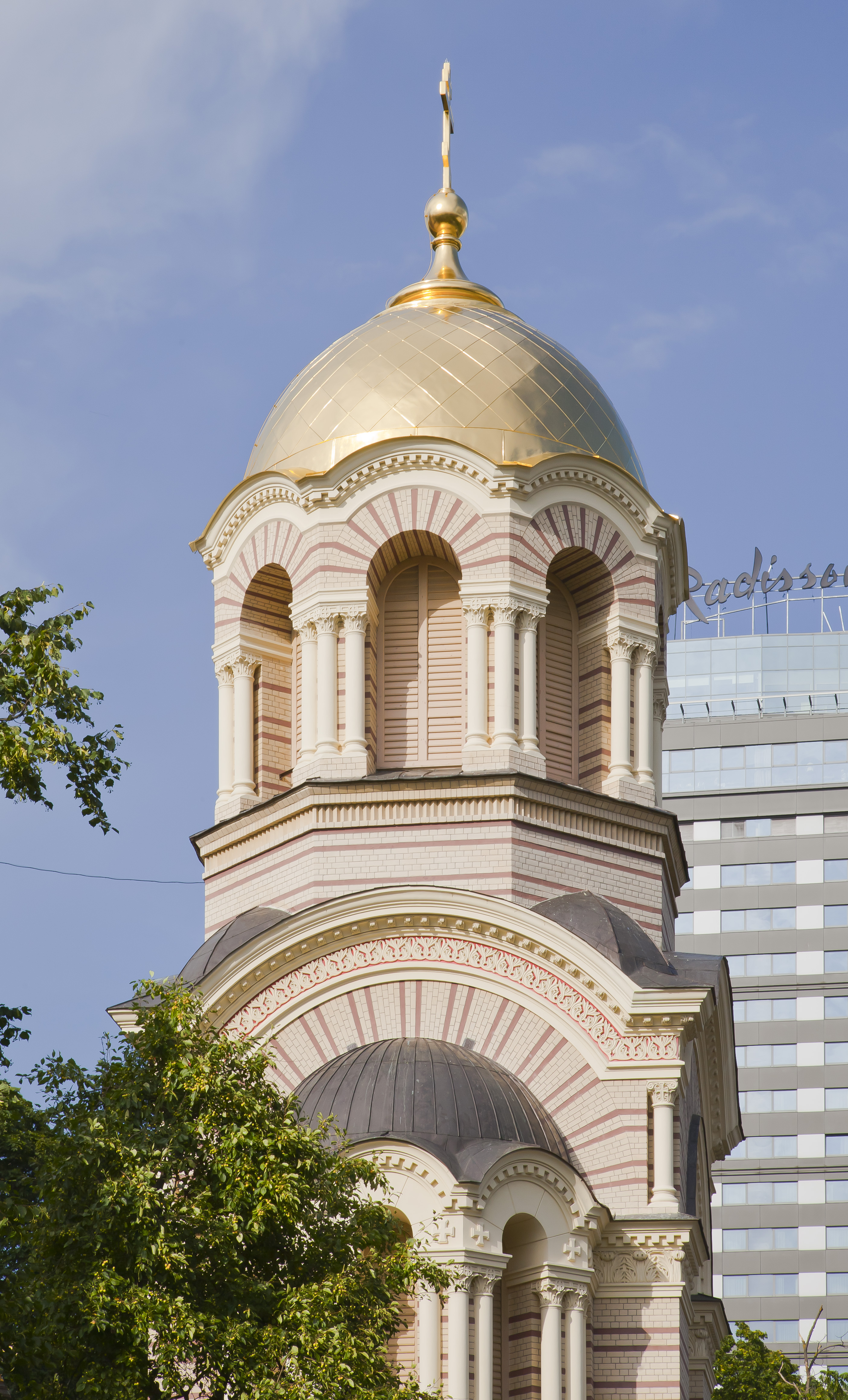
Détail